# 镰稃草
镰稃草（学名：Harpachne harpachnoides）为禾本科镰稃草属下的一个种。